# Pentecost III
Pentecost III è il secondo EP del gruppo musicale britannico Anathema, pubblicato nel 1995 dalla Peaceville Records.

## Tracce
Testi di Darren White, musiche degli Anathema.
1. Kingdom – 9:30
2. Mine Is Yours to Drown In (Ours Is the New Tribe) – 5:40
3. We, the Gods – 10:00
4. Pentecost III – 3:55
5. Memento Mori – 12:20 – contiene le traccia fantasma Horses e 666

## Formazione
Gruppo
- Darren J. White – voce
- Daniel Cavanagh – chitarra
- Vincent Cavanagh – chitarra
- Duncan J. Patterson – basso
- John J. Douglas – batteria

Produzione
- Anathema – produzione
- Mags – ingegneria del suono
- Noel Summerville – mastering
- Richard Dowling – mastering